# Brandon Leaves
Brandon Leaves is de vijfde aflevering van het negende seizoen van het tienerdrama Beverly Hills, 90210, die voor het eerst werd uitgezonden op 4 november 1998.

## Plot
Brandon is terug in Beverly Hills en zoekt Kelly op die druk bezig is met Donna met hun nieuwe Boetiek. Brandon vertelt haar dat hij een baan als journalist kan krijgen in Washington D.C., dit schokt Kelly en weet niet wat zij hiermee aan moet. Nu Brandon waarschijnlijk gaat verhuizen betekent dit dat het huis verkocht wordt en dat Steve een ander woonadres moet zoeken. Het doet Brandon pijn als hij ziet dat dit nieuws Kelly weinig doet, zij is druk bezig met de boetiek en met Leah, de vrouw die mishandeld is door haar man die weer verdedigd wordt door Matt. Brandon twijfelt nu of hij wel moet gaan verhuizen en als zijn vrienden een afscheidsfeest geven dan zegt hij dat hij blijft. Zijn vrienden halen hem over om toch te gaan en dan besluit hij de baan aan te nemen en neemt dan afscheid van zijn vrienden. Hij vertelt Steve dat hij in het huis mag blijven wonen die hier zeer blij om is. Kelly is nog steeds boos op Matt omdat hij de man verdedigd en dit resulteert in diverse woordenwisselingen tussen hen. Tijdens deze turbulente gebeurtenissen openen Kelly en Donna hun boetiek en geven het de naam Now Were This.
Valerie zoekt Matt op omdat ze juridisch advies nodig heeft omdat Valerie bang is dat haar moeder haar aangeeft bij de politie vanwege de dood van Valeries vader. Zij vertelt het hele verhaal aan Matt en hoort dan dat het moeilijk zal worden als dit een rechtszaak wordt omdat het haar woord is tegen dat wat er echt gebeurd is. Later praat Valerie met haar moeder en hoort dat zij haar niet zal aangeven, wat haar opluchting geeft.
David is bezorgd over Sophie, hij heeft haar al een tijdje niet gezien en krijgt haar niet te pakken. Als hij haar weer ziet dan vertelt Sophie aan hem dat zij druk is met audities te doen omdat zij dolgraag de showbusiness in wil. Op begin is David wel enthousiast hierover maar als hij ziet hoever zij hierin wil gaan begint hij toch zorgen te maken, dit omdat zij geen problemen mee heeft om auditie te doen voor een pornofilm. Ondertussen wordt de vriendschap tussen David en Steve weer hersteld.
Noah is nog steeds bezig met de verwerking van de dood van zijn vader, hij sluit nog steeds iedereen buiten en zoekt zijn heil in de drank. Dit drijft Donna tot wanhoop en zij weet niet meer wat zij hiermee mee aan moet.
Dit is de laatste aflevering van Jason Priestley als Brandon Walsh, hij verschijnt nog eenmaal met een gastoptreden in de laatste aflevering Ode to Joy.

## Rolverdeling
- Jason Priestley - Brandon Walsh
- Jennie Garth - Kelly Taylor
- Ian Ziering - Steve Sanders
- Brian Austin Green - David Silver
- Tori Spelling - Donna Martin
- Tiffani Thiessen - Valerie Malone
- Joe E. Tata - Nat Bussichio
- Lindsay Price - Janet Sosna
- Daniel Cosgrove - Matt Durning
- Vincent Young - Noah Hunter
- Laura Leighton - Sophie Burns
- Michelle Phillips - Abby Malone
- J. Robin Miller - Leah
- Christopher Daniel Barnes - Lenny